# Florian Schneider
Florian Schneider-Esleben (Öhningen, Njemačka, 7. travnja 1947. — Düsseldorf, 30. travnja 2020.) bivši je pjevač i jedan od osnivača njemačkog elektroničko glazbenog sastava Kraftwerk. U Kraftwerku je svirao sintesajzer, flautu, saksofon i brojne druge instrumente te je bio jedan od vokala.
Schneider je u studenom 2008. godine napustio Kraftwerk, ostavljajući Ralfa Hüttera kao jedinog prvobitnog člana sastava.
Preminuo je 30. travnja 2020. godine nakon kratkog i teškog raka.